# Mateești, Vâlcea
Mateești este satul de reședință al comunei cu același nume din județul Vâlcea, Oltenia, România.

## Personalități
- Antonina Diaconu (1923 - 2011), călugăriță ortodoxă română, stareța Mănăstirii Tismana, propusă spre canonizare în anul 2026
- Ion Lupu (n. 1951), interpret de muzică populară

 Acest articol despre o localitate din județul Vâlcea este deocamdată un ciot. Puteți ajuta Wikipedia prin completarea lui.